# Doublé
Un doublé consiste pour un club de football à remporter le championnat de son pays ainsi que la coupe nationale lors de la même saison. 
Le terme peut aussi désigner le fait, pour un footballeur, de marquer deux buts pendant une rencontre.
Le premier club à avoir réussi le doublé fut le club anglais du Preston North End FC en 1889.
En Angleterre, le terme de doublé peut également vouloir dire pour une équipe une victoire sur une autre équipe au match aller et au match retour lors d'une même saison.

## Doublés des équipes nationales
Pour les équipes nationales, le doublé est le fait de remporter le championnat de leur confédération et la Coupe du monde consécutive (ou réciproquement, la Coupe du monde et le championnat de leur confédération consécutif).
Seuls cinq pays ont réussi un tel exploit :
- Allemagne: Euro 1972 et Coupe du monde 1974,
- France: Coupe du monde 1998 et Euro 2000,
- Brésil: Coupe du monde 2002 et Copa América 2004,
- Espagne: Euro 2008, Coupe du monde 2010 et Euro 2012, réussissant ainsi un Triplé historique
- Argentine: Copa América 2021, Coupe du monde 2022 et Copa América 2024 réussissant ainsi un Triplé historique.

## Doublés nationaux classiques
- Dernière mise à jour: Saison 2014-2015.

Le doublé national (en anglais domestic double) indique, suivant la définition d'origine, la victoire du championnat de première division nationale et du principal tournoi de coupe nationale lors de la même saison.
| Club                  | Pays                      | Doublés |
| --------------------- | ------------------------- | ------- |
| Linfield FC           | Irlande du Nord           | 24      |
| South China           | Hong Kong                 | 22      |
| Rangers FC            | Écosse                    | 18      |
| Olympiakos            | Grèce                     | 17      |
| Al-Muharraq           | Bahreïn                   | 15      |
| Celtic FC             | Écosse                    | 15      |
| Lincoln FC            | Gibraltar                 | 14      |
| Al-Ahly               | Égypte                    | 13      |
| Levski Sofia          | Bulgarie                  | 13      |
| Dynamo Kiev           | Union soviétique/ Ukraine | 12      |
| HB Tórshavn           | Îles Féroé                | 12      |
| Central Sport         | Tahiti                    | 11      |
| CSKA Sofia            | Bulgarie                  | 11      |
| Djoliba AC            | Mali                      | 11      |
| Bayern Munich         | Allemagne                 | 11      |
| Benfica Lisbonne      | Portugal                  | 11      |
| Al-Ansar              | Liban                     | 10      |
| Austria Vienne        | Autriche                  | 10      |
| Étoile rouge Belgrade | Yougoslavie/ Serbie       | 10      |

### Europe (UEFA)

#### Allemagne
Les compétitions en question sont la Verbandsliga, la Gauliga, l'Oberliga, devenue la Bundesliga en 1963/64 et, pour la coupe, la Tschammer-Pokal jusqu'en 1943, et la DFB-Pokal depuis 1953.
Pour la RDA, il s'agit de la DDR-Oberliga et de la FDGB-Pokal.
| Club              | Nombre | Année                                                                                         |
| ----------------- | ------ | --------------------------------------------------------------------------------------------- |
| Bayern Munich     | 11     | 1969, 1986, 2000 (partie du triplé national), 2003, 2005, 2006, 2008, 2010*, 2013, 2014, 2016 |
| Dynamo Dresde     | 3      | 1971, 1977, 1990                                                                              |
| Schalke 04        | 1      | 1937                                                                                          |
| 1. FC Cologne     | 1      | 1978                                                                                          |
| Dynamo Berlin     | 1      | 1988                                                                                          |
| Hansa Rostock     | 1      | 1991                                                                                          |
| Werder Brême      | 1      | 2004                                                                                          |
| Borussia Dortmund | 1      | 2012                                                                                          |

(*) Également la DFB-Supercup lors de l'année solaire.

#### Angleterre

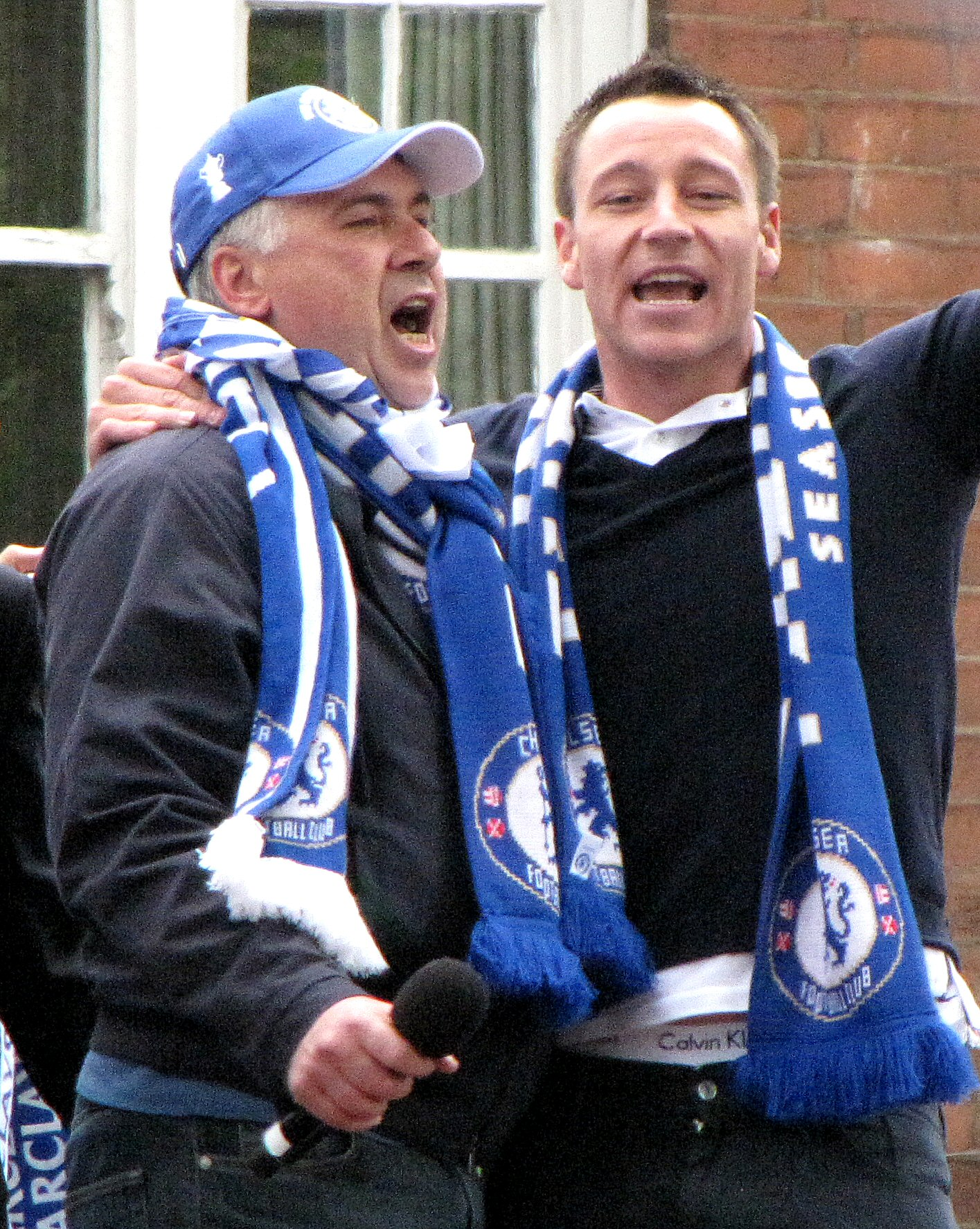
Carlo Ancelotti (à gauche) et John Terry (à droite) fêtant le doublé de Chelsea lors de la saison 2009-2010.

Les compétitions en question sont la First Division, devenue la Premier League en 1992/93, et la FA Cup. 
| Club              | Nombre | Année                                    |
| ----------------- | ------ | ---------------------------------------- |
| Manchester United | 3      | 1994*, 1996*, 1999 (partie du quadruplé) |
| Arsenal           | 3      | 1971, 1998*, 2002*                       |
| Preston North End | 1      | 1889                                     |
| Aston Villa       | 1      | 1897                                     |
| Tottenham Hotspur | 1      | 1961*                                    |
| Liverpool         | 1      | 1986                                     |
| Chelsea           | 1      | 2010                                     |

(*) Également le Community Shield lors de l'année solaire

#### Espagne
Les compétitions en question sont la Primera División et la Copa del Rey.
| Club               | Nombre | Année                                                                                   |
| ------------------ | ------ | --------------------------------------------------------------------------------------- |
| FC Barcelone       | 8      | 1952, 1953, 1959, 1998, 2009* (partie du sextuplé), 2015 (partie du triplé), 2016, 2018 |
| Athletic Bilbao    | 5      | 1930, 1931, 1943, 1956, 1984*                                                           |
| Real Madrid        | 4      | 1962, 1975, 1980, 1989*                                                                 |
| Atlético de Madrid | 1      | 1996                                                                                    |

(*) Également la Supercopa de España lors de l'année solaire.

#### France

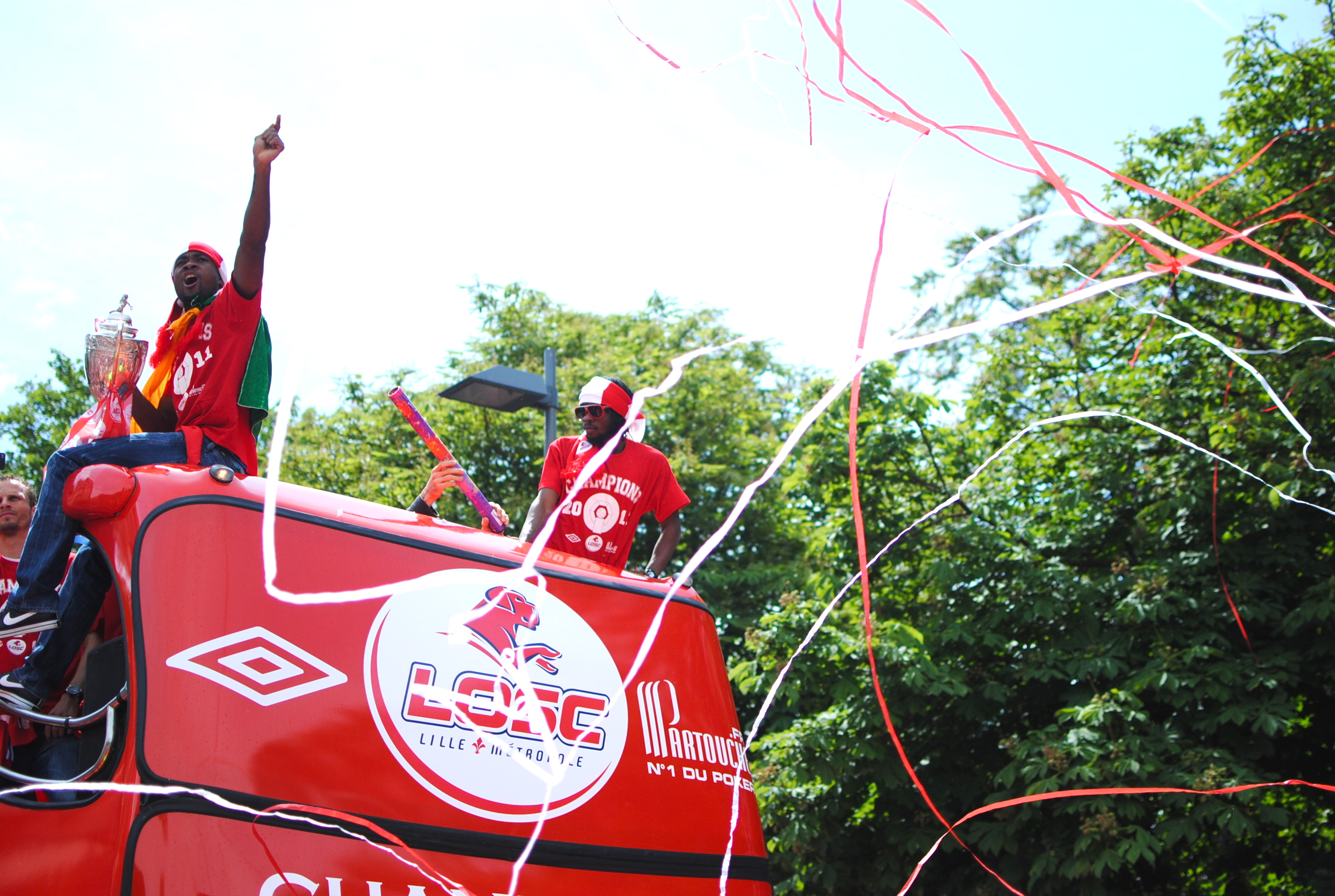
Le 22 mai 2011, lendemain du sacre en Ligue 1, les joueurs du LOSC Lille Métropole ont défilé dans les rues de Lille avec la coupe de France.

Les compétitions en question sont la Division 1, devenue la Ligue 1 en 2002/03, et la Coupe de France.
| Club                     | Nombre | Année                    |
| ------------------------ | ------ | ------------------------ |
| AS Saint-Étienne         | 4      | 1968*, 1970, 1974, 1975  |
| Paris Saint-Germain      | 4      | 2015*, 2016*, 2018, 2020 |
| Olympique de Marseille   | 2      | 1972, 1989               |
| LOSC Lille Métropole     | 2      | 1946, 2011               |
| FC Sète                  | 1      | 1934                     |
| RC Paris                 | 1      | 1936                     |
| OGC Nice                 | 1      | 1952                     |
| Stade de Reims           | 1      | 1958*                    |
| AS Monaco                | 1      | 1963                     |
| FC Girondins de Bordeaux | 1      | 1987                     |
| AJ Auxerre               | 1      | 1996                     |
| Olympique lyonnais       | 1      | 2008                     |

(*) Également le Trophée des champions lors de l'année solaire.

#### Italie
Les compétitions en question sont la Serie A et la Coppa Italia.
| Club       | Nombre | Année                               |
| ---------- | ------ | ----------------------------------- |
| Juventus   | 6      | 1960, 1995*, 2015, 2016, 2017, 2018 |
| Inter      | 2      | 2006*, 2010* (partie du quintuplé)  |
| Torino     | 1      | 1943                                |
| SSC Naples | 1      | 1987                                |
| Lazio      | 1      | 2000*                               |

(*) Également la Supercoppa Italiana lors de l'année solaire.

#### Pays-Bas
Les compétitions en question sont l'Eredivisie et la KNVB Beker.
| Club          | Nombre | Année                                                           |
| ------------- | ------ | --------------------------------------------------------------- |
| Ajax          | 7      | 1967, 1970, 1972 (partie du quadruplé), 1979, 1983, 1998, 2002* |
| PSV Eindhoven | 4      | 1970, 1988 (partie du triplé), 1989, 2005                       |
| Feyenoord     | 3      | 1965, 1969, 1984                                                |
| RAP Amsterdam | 1      | 1899                                                            |
| HVV La Haye   | 1      | 1903                                                            |
| AZ Alkmaar    | 1      | 1981                                                            |

(*) Également la Johan Cruijff Schaal lors de l'année solaire.

#### Portugal
Les compétitions en question sont la Primeira Divisão, devenue la Primeira Liga depuis 1999/2000 et le Campeonato de Portugal, devenu la Taça de Portugal en 1938/39.
| Club           | Nombre | Année                                                                                    |
| -------------- | ------ | ---------------------------------------------------------------------------------------- |
| Benfica        | 11     | 1943, 1955, 1957, 1964, 1969, 1972, 1981, 1983, 1987, 2014* (partie du quadruplé), 2017* |
| FC Porto       | 7      | 1956, 1988, 1998*, 2003*, 2006*, 2009*, 2011* (partie du triplé)                         |
| Sporting Clube | 6      | 1941, 1948, 1954, 1974, 1982*, 2002*                                                     |

(*) Également la Supertaça Cândido de Oliveira lors de l'année solaire.

#### Union soviétique/Russie
Les compétitions en question sont le championnat soviétique, devenu le championnat russe, et la Coupe d'Union soviétique, devenue la Coupe de Russie en 1992. 
| Club                     | Nombre | Année                              |
| ------------------------ | ------ | ---------------------------------- |
| Spartak Moscou           | 6      | 1938, 1939, 1958, 1992, 1994, 1998 |
| CSKA Moscou              | 5      | 1948, 1951, 1991, 2005, 2006       |
| Dynamo Kiev              | 4      | 1966, 1974, 1985*, 1990            |
| Zénith Saint-Pétersbourg | 2      | 2010, 2020                         |
| Dynamo Moscou            | 1      | 1937                               |
| Torpedo Moscou           | 1      | 1960                               |
| Ararat Erevan            | 1      | 1973                               |

(*) Également la Supercoupe d'URSS et depuis 1992 la Supercoupe de Russie lors de l'année solaire.

### Amérique du Sud (CONMEBOL)
Seules quatre équipes usent d'une coupe nationale.

#### Brésil
Les compétitions en question sont la Campeonato Brasileiro Série A et la Copa do Brasil.
| Club     | Nombre | Année |
| -------- | ------ | ----- |
| Cruzeiro | 1      | 2003  |

#### Chili
Les compétitions en question sont la Primera División de Chile et la Copa Chile.
| Club                 | Nombre | Année                  |
| -------------------- | ------ | ---------------------- |
| Colo-Colo            | 4      | 1981, 1989, 1990, 1996 |
| Universidad de Chile | 1      | 2000                   |

#### Colombie
Les compétitions en question sont la Categoría Primera A et la Copa Colombia.
| Club        | Nombre | Année      |
| ----------- | ------ | ---------- |
| Millonarios | 2      | 1953, 1963 |

#### Venezuela
Les compétitions en question sont la Primera División de Venezuela et la Copa Venezuela.
| Club                  | Nombre | Année            |
| --------------------- | ------ | ---------------- |
| Portuguesa FC         | 3      | 1973, 1976, 1977 |
| Caracas FC            | 3      | 1994, 1995, 2009 |
| Deportivo Italia      | 1      | 1961             |
| Deportivo Canarias    | 1      | 1968             |
| Deportivo Galicia     | 1      | 1969             |
| Estudiantes de Mérida | 1      | 1985             |
| Deportivo Táchira     | 1      | 1986             |
| Marítimo de Venezuela | 1      | 1987             |

### Afrique (CAF)

#### Algérie
| Club          | Nombre | Année                              |
| ------------- | ------ | ---------------------------------- |
| CR Belouizdad | 3      | 1966, 1969, 1970                   |
| JS Kabylie    | 2      | 1977, 1986                         |
| ES Sétif      | 2      | 1968, 2012                         |
| MC Alger      | 1      | 1976 (L’Année ou Partie du Triplé) |
| USM Alger     | 1      | 2003                               |

#### Maroc
| Club                | Number | Seasons    |
| ------------------- | ------ | ---------- |
| Raja Club Athletic  | 2      | 1996, 2013 |
| FAR Rabat           | 2      | 1984, 2008 |
| Wydad Athletic Club | 1      | 1978       |

#### Tunisie
| Club                        | Nombre | Année                              |
| --------------------------- | ------ | ---------------------------------- |
| Espérance Sportive de Tunis | 6      | 1989, 1991, 1999, 2006, 2011, 2025 |
| Union sportive tunisienne   | 3      | 1930, 1931, 1933                   |
| Club sportif de Hammam Lif  | 3      | 1951, 1954, 1955                   |
| Club africain               | 3      | 1967, 1973, 1992                   |
| Club sportif sfaxien        | 2      | 1971, 1995                         |
| Stade gaulois               | 1      | 1926                               |
| Stade gaulois               | 1      | 1927                               |
| Italia de Tunis             | 1      | 1936                               |
| Stade tunisien              | 1      | 1962                               |
| Étoile sportive du Sahel    | 1      | 1963                               |

## Autres doublés nationaux
Dans certains pays, en premier l’Angleterre, se dispute un second tournoi de coupe nationale. Il est donc possible de réaliser un doublé national “mineur”, en remportant le championnat de première division nationale et la seconde coupe nationale.
Dans certains pays, il est donc possible de réaliser un doublé de coupes nationales.
Dans les tableaux qui suivent, la victoire en championnat et de la seconde coupe sont indiqués avec le signe Ch, tandis que la victoire dans les deux coupes est indiquée par Co.

### Allemagne
Le second tournoi de coupe était la DFB-Ligapokal, disputée de 1997 à 2007.
| Club          | Nombre | Année                           |
| ------------- | ------ | ------------------------------- |
| Bayern Munich | 3      | 1997 (Ch), 1998 (Co), 1999 (Ch) |

### Angleterre
Le second tournoi de coupe est la Football League Cup, disputée depuis 1961.
| Club              | Nombre | Année                                        |
| ----------------- | ------ | -------------------------------------------- |
| Liverpool         | 3      | 1982* (Ch), 1983 (Ch), 1984 (Ch), 2001* (Co) |
| Chelsea           | 2      | 2005* (Ch), 2007 (Co)                        |
| Nottingham Forest | 1      | 1978* (Ch)                                   |
| Manchester United | 1      | 2009 (Ch)                                    |
| Arsenal           | 1      | 1993 (Co)                                    |

(*) Également le Community Shield lors de l'année solaire.

### Espagne
Le second tournoi de coupe était la Copa de la Liga, disputée de 1982/83 à 1985/86.
| Club         | Nombre | Année |
| ------------ | ------ | ----- |
| FC Barcelone | 1      | 1983* |

(*) Également la Supercopa de España lors de l'année solaire.

### France
Le second tournoi de coupe est la Coupe de la Ligue, disputée enre 1995 et 2020.
| Club                     | Nombre | Année |
| ------------------------ | ------ | --- |
| Paris Saint-Germain      | 8      | 1995* (Co), 1998* (Co), 2014* (Ch), 2015* (Ch-Co), 2016* (Ch-Co), 2017* (Co), 2018 (Ch-Co), 2020 (Ch-Co) |
| FC Girondins de Bordeaux | 1      | 2009* (Ch)                                                                                               |
| Olympique de Marseille   | 1      | 2010* (Ch)                                                                                               |

(*) Également le Trophée des champions lors de l'année solaire.

### Russie
Le second tournoi de coupe était la Coupe de la fédération soviétique, disputée de 1986 à 1990.
| Club                  | Nombre | Année     |
| --------------------- | ------ | --------- |
| Spartak Moscou        | 1      | 1987 (Ch) |
| Dnipro Dnipropetrovsk | 1      | 1989 (Co) |

## Doublé continental classique
Ce doublé indique la victoire en championnat national et du principal trophée de coupe continentale lors de la même année solaire.

### Coupe des clubs champions/Ligue des champions et titre national
| Club                     | Pays       | Nombre | Année                                                                 |
| ------------------------ | ---------- | ------ | --------------------------------------------------------------------- |
| FC Barcelone             | Espagne    | 5      | 1992, 2006, 2009 (partie du quadruplé), 2011, 2015 (partie du triplé) |
| Ajax                     | Pays-Bas   | 3      | 1972 (partie du quadruplé), 1973, 1995 (partie du triplé)             |
| Real Madrid              | Espagne    | 4      | 1957, 1958, 2017, 2022, 2024                                          |
| Bayern Munich            | Allemagne  | 3      | 1974, 2001 (partie du triplé), 2013                                   |
| Liverpool                | Angleterre | 2      | 1977, 1984                                                            |
| Manchester United        | Angleterre | 2      | 1999 (partie du quadruplé), 2008 (partie du triplé)                   |
| Inter                    | Italie     | 2      | 1965 (partie du triplé), 2010 (partie du quadruplé)                   |
| Benfica                  | Portugal   | 1      | 1961                                                                  |
| Celtic FC                | Écosse     | 1      | 1967 (partie du quadruplé)                                            |
| Hambourg SV              | Allemagne  | 1      | 1983                                                                  |
| Steaua Bucarest          | Roumanie   | 1      | 1986                                                                  |
| PSV Eindhoven            | Pays-Bas   | 1      | 1988 (partie du triplé)                                               |
| Étoile rouge de Belgrade | Serbie     | 1      | 1991 (partie du triplé)                                               |
| AC Milan                 | Italie     | 1      | 1994                                                                  |
| FC Porto                 | Portugal   | 1      | 2004 (partie du triplé)                                               |
| Manchester City          | Angleterre | 1      | 2023                                                                  |

## Doublé continental mineur
ll se réalise lors d'une victoire au cours de la même année du principal trophée de coupe continentale et d'une coupe nationale ou bien d'une victoire en coupe continentale et d'une en championnat national.

### Coupe des clubs champions/Ligue des champions et coupe nationale
Dans la liste ne sont pas inclus les équipes ayant réalisé le triplé.
| Club              | Pays       | Nombre | Année |
| ----------------- | ---------- | ------ | ----- |
| Benfica           | Portugal   | 1      | 1962  |
| Ajax              | Pays-Bas   | 1      | 1971  |
| Nottingham Forest | Angleterre | 1      | 1979  |
| Liverpool         | Angleterre | 1      | 1981  |
| AC Milan          | Italie     | 1      | 2003  |
| Real Madrid       | Espagne    | 1      | 2014  |

### Coupe des coupes et titre national
| Club     | Pays       | Nombre | Année |
| -------- | ---------- | ------ | ----- |
| AC Milan | Italie     | 1      | 1968  |
| Juventus | Italie     | 1      | 1984  |
| Everton  | Angleterre | 1      | 1985  |

### Coupe UEFA/Ligue Europa et titre national
| Club              | Pays       | Nombre | Année                         |
| ----------------- | ---------- | ------ | ----------------------------- |
| Liverpool         | Angleterre | 2      | 1973, 1976                    |
| FC Porto          | Portugal   | 2      | 2003, 2011 (partie du triplé) |
| Feyenoord         | Pays-Bas   | 1      | 1974                          |
| Borussia Dortmund | Allemagne  | 1      | 1975                          |
| Juventus          | Italie     | 1      | 1977                          |
| PSV Eindhoven     | Pays-Bas   | 1      | 1978                          |
| Valence           | Espagne    | 1      | 2004                          |

## Autre doublé
Il se réalise avec une victoire lors de la même saison d'une coupe continentale secondaire et d'une coupe nationale, en excluant les supercoupes.

## Doublé intercontinental
Chaque club ayant remporté la Coupe du monde des clubs (ou la Coupe intercontinentale jusqu'en 2004), en ayant déjà remporté la coupe majeure de son propre continent.
| Club          | Pays      | Nombre | Année            |
| ------------- | --------- | ------ | ---------------- |
| Boca Juniors  | Argentine | 2      | 1977/78, 2000/01 |
| Inter         | Italie    | 1      | 1964/65          |
| Santos        | Brésil    | 1      | 1962/63          |
| Estudiantes   | Argentine | 1      | 1968/69          |
| Ajax          | Pays-Bas  | 1      | 1972/73          |
| Independiente | Argentine | 1      | 1973/74          |
| AC Milan      | Italie    | 1      | 1989/90          |
| São Paulo FC  | Brésil    | 1      | 1992/93          |
| Real Madrid   | Espagne   | 1      | 2016/17          |